# Marta Lois
Marta Irene Lois González (Vigo, 6 de septiembre de 1969), más conocida como Marta Lois, es una profesora universitaria, politóloga y política española, que ha sido diputada en el Congreso por La Coruña. Fue la candidata de Sumar Galicia a la presidencia de la Junta de Galicia en las elecciones al Parlamento de Galicia de 2024, sin lograr salir elegida como diputada.

## Carrera política
Doctora en Ciencias Políticas, laboralmente se desempeña como profesora en la Facultad de Ciencias Políticas y Sociales de la Universidad de Santiago de Compostela.Previamente fue profesora en la Universidad de Vigo.
Comenzó su carrera política como concejala de Igualdad, Desarrollo Económico y Turismo del Ayuntamiento de Santiago de Compostela, por el partido Compostela Aberta, durante la alcaldía de Martiño Noriega, entre los años 2015 y 2019.En la siguiente legislatura fue concejala de la oposición. En octubre de 2022 salió de sus cargos en Compostela Aberta.
En septiembre de 2022, gracias a su vinculación con Yolanda Díaz, Lois entró a formar parte de la entonces asociación Movimiento Sumar.En junio de 2023 la asociación se registró como partido político, y, a falta de presidente y estructura orgánica, se eligió a Marta Lois como presidenta. El partido se acababa de fundar con la intención de liderar a la coalición electoral Sumar en las elecciones generales de julio de 2023.En dichas elecciones Marta Lois fue candidata de Sumar al Congreso de los Diputados por la circunscripción electoral de La Coruña. Salió elegida como diputada de la XV legislatura. Asimismo, fue la portavoz del Grupo Parlamentario Plurinacional Sumar en el Congreso desde la constitución del mismo en agosto de 2023 hasta su renuncia en enero de 2024.
A finales de diciembre de 2023 fue anunciada como candidata de la coalición de izquierdas Sumar a la presidencia de la Junta de Galicia en las elecciones anticipadas del 18 de febrero de 2024.Posteriormente, anunció que, fueran cuales fueran los resultados, abandonaría la política nacional tras las elecciones para centrarse en Galicia. Su renuncia como diputada en el Congreso de los Diputados se hizo efectiva el 1 de febrero de 2024, un día antes de arrancar la campaña electoral gallega. Le sucedió como portavoz Íñigo Errejón. 
Se presentó cabeza de lista por la circunscripción electoral de La Coruña. Finalmente, la coalición electoral Sumar Galicia consiguió el 1,93% de los votos y ningún diputado de los 75 que conforman el Parlamento de Galicia.
A los pocos días de las elecciones retomó su trabajo en la Universidad de Santiago de Compostela.

## Obra
- Marta Lois;  Isabel Díaz Otero (2012). ¿Han conquistado las mujeres el poder político? Un análisis de la presencia de las mujeres en las instituciones autonómicas. Madrid: Catarata. ISBN 9788483197165.